# Сент Ендруз (Јужна Каролина)
Сент Ендруз (енгл. St. Andrews) насељено је место без административног статуса у америчкој савезној држави Јужна Каролина.

## Демографија
По попису из 2010. године број становника је 20.493, што је 1.321 (-6,1%) становника мање него 2000. године.
| Група             | 2000.          | 2010.          |
| Белци             | 9.213 (42,2%)  | 5.516 (26,9%)  |
| Афроамериканци    | 11.493 (52,7%) | 13.474 (65,7%) |
| Азијати           | 400 (1,8%)     | 400 (2,0%)     |
| Хиспаноамериканци | 431 (2,0%)     | 754 (3,7%)     |
| Укупно            | 21.814         | 20.493         |